# Agora des Compétaliastes
L'agora des Compétaliastes, en grec moderne : Αγορά των Κομπεταλιαστών - Agorá ton Kombetaliastón, est l'une des principales agoras de Délos, dans les Cyclades en Grèce antique. 

## Histoire
Le nom du marché fait référence à une confrérie d'affranchis et d'esclaves qui invoquaient comme patrons les Lares Compitales (it), des divinités appelées Compitalia. 
L'agora date de la fin du IIIe siècle av. J.-C. ou du début IIe siècle av. J.-C. et elle est agrandie au cours du IIe siècle av. J.-C.. Après 167 av. J.-C., le port est développé, des travaux de remblayages sont effectués et la grande esplanade de l'agora est créée. L'agora est une vaste esplanade qui forme un carrefour entre plusieurs rues.
Elle est directement adjacente au port sacré. Au centre du marché se trouvent les fondations de deux monuments de la place et le monument en marbre dédié à Hermès. Autour de ces deux monuments, on trouve de nombreux monuments érigés par des marchands, des capitaines et des banquiers. Dans la partie nord de ce marché, on trouve le Portique de Philippe (fi) et le petit temple ionique dédié à Hermès. Dans la partie orientale et méridionale du marché, se trouvent les ruines de boutiques de l'âge d'or du centre du commerce grec.

## Galerie

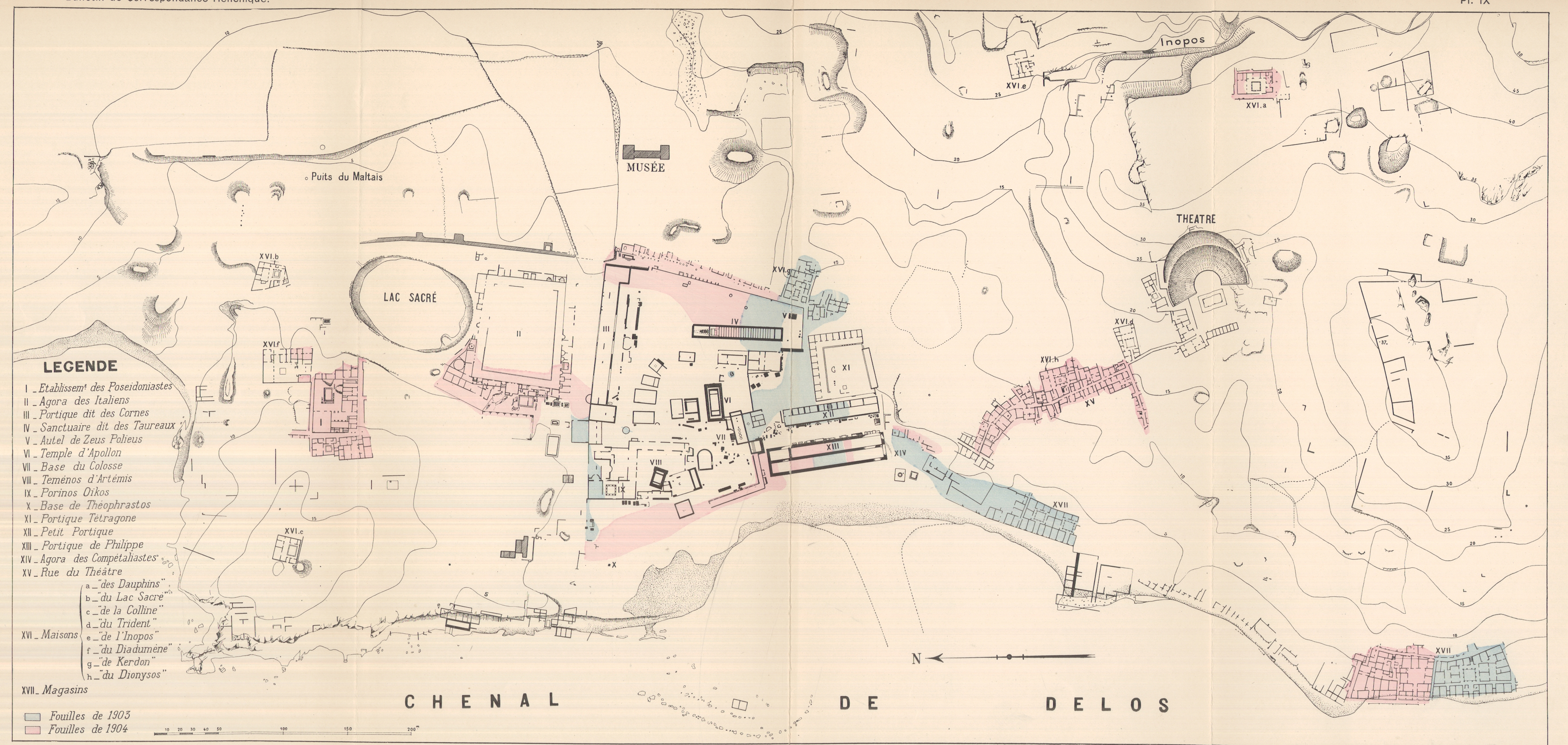
Plan des fouilles de Délos. L'agora des Compétaliastes, au centre, porte le numéro XIV.
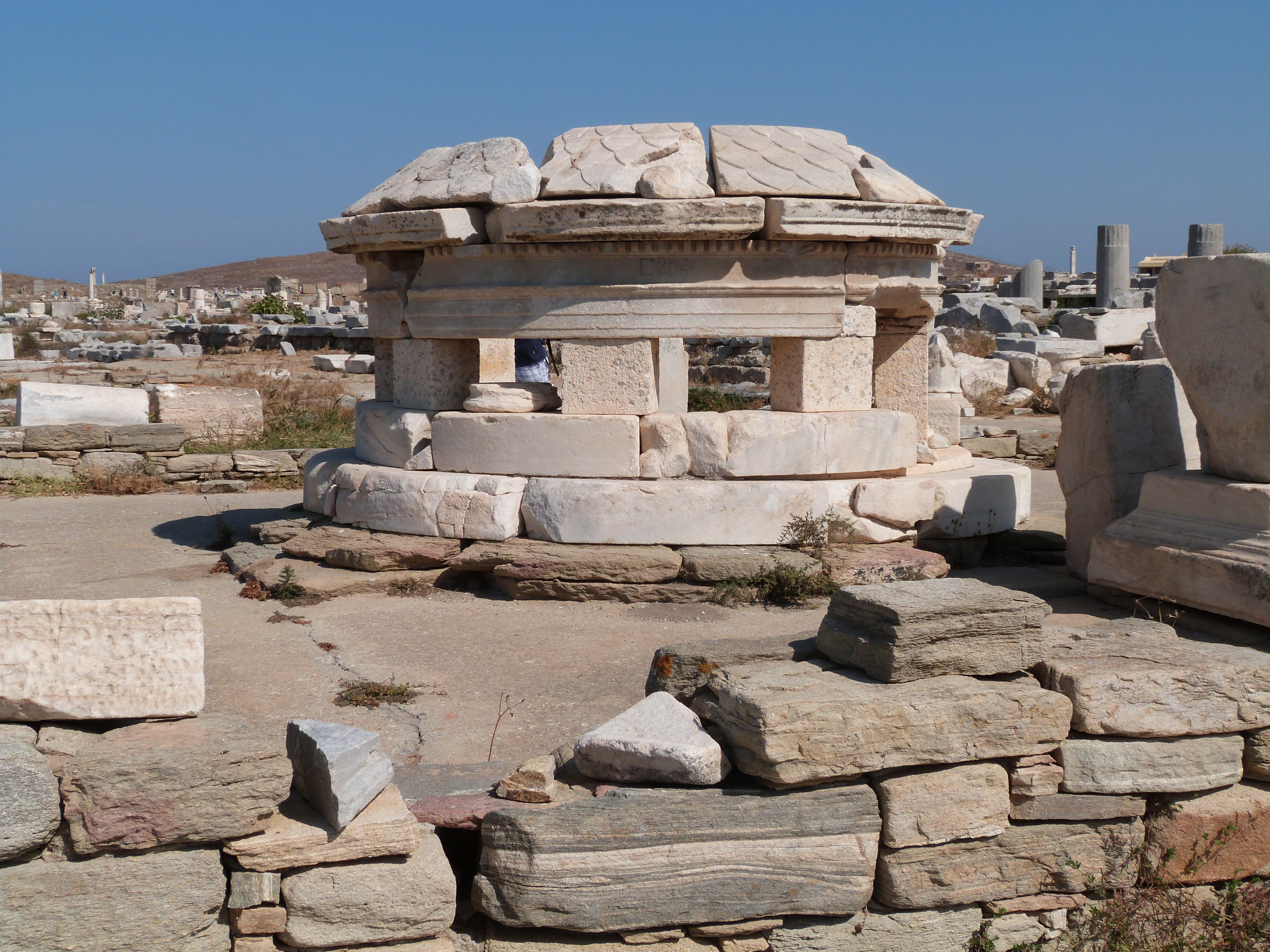
Autel du sanctuaire d'Hermès.
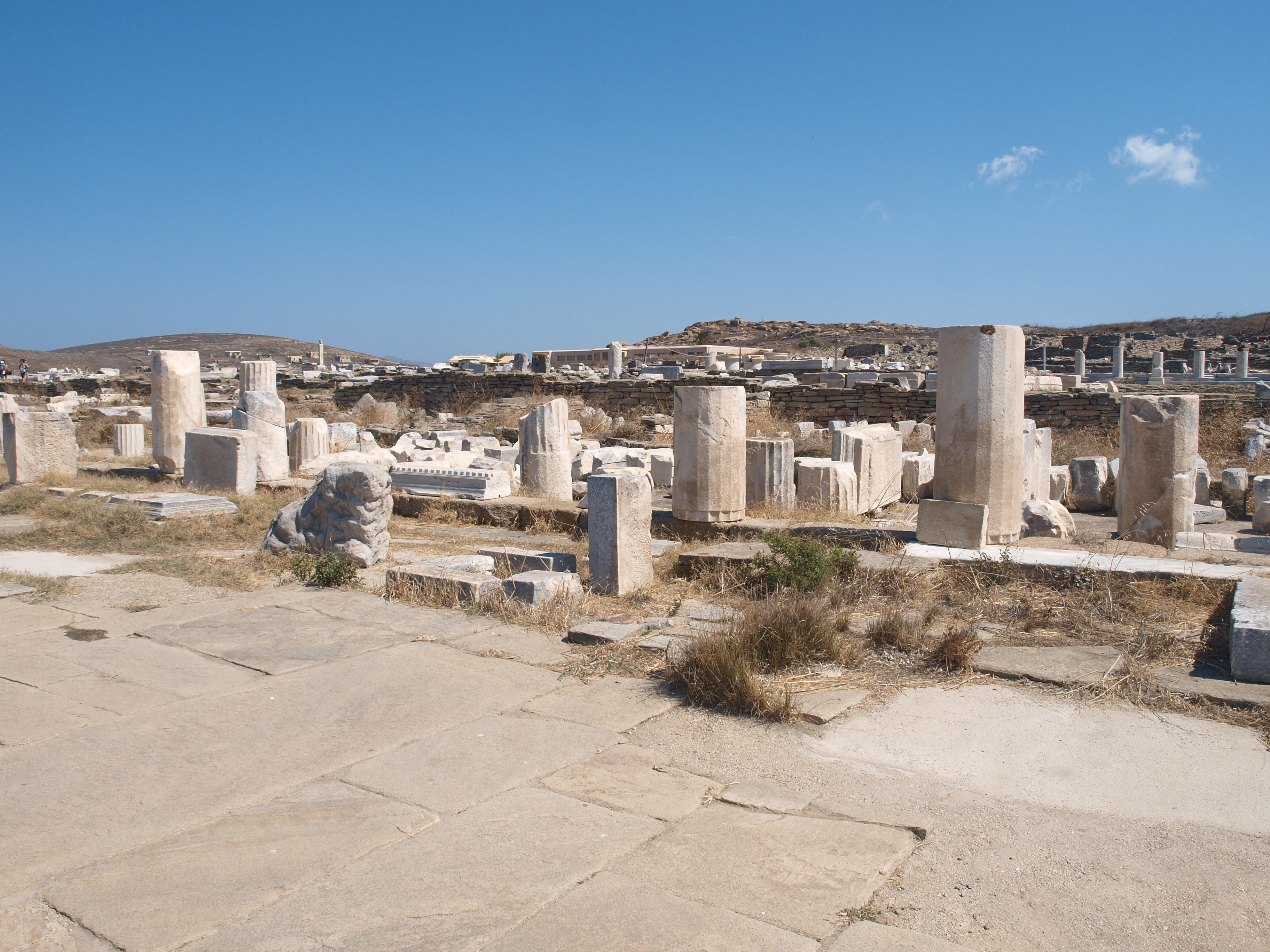
Vue de l'agora.
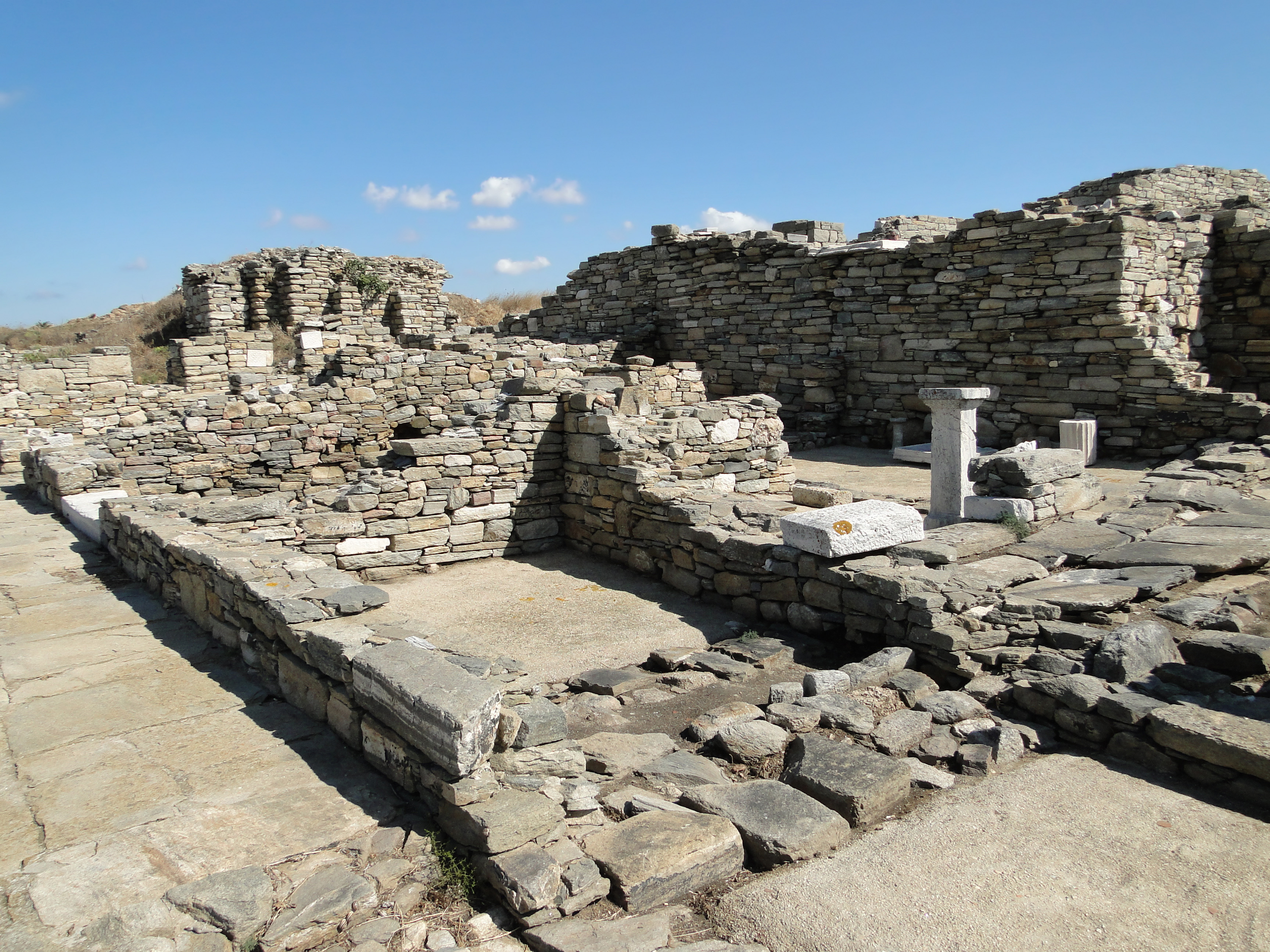
Boutique dans l'agora.
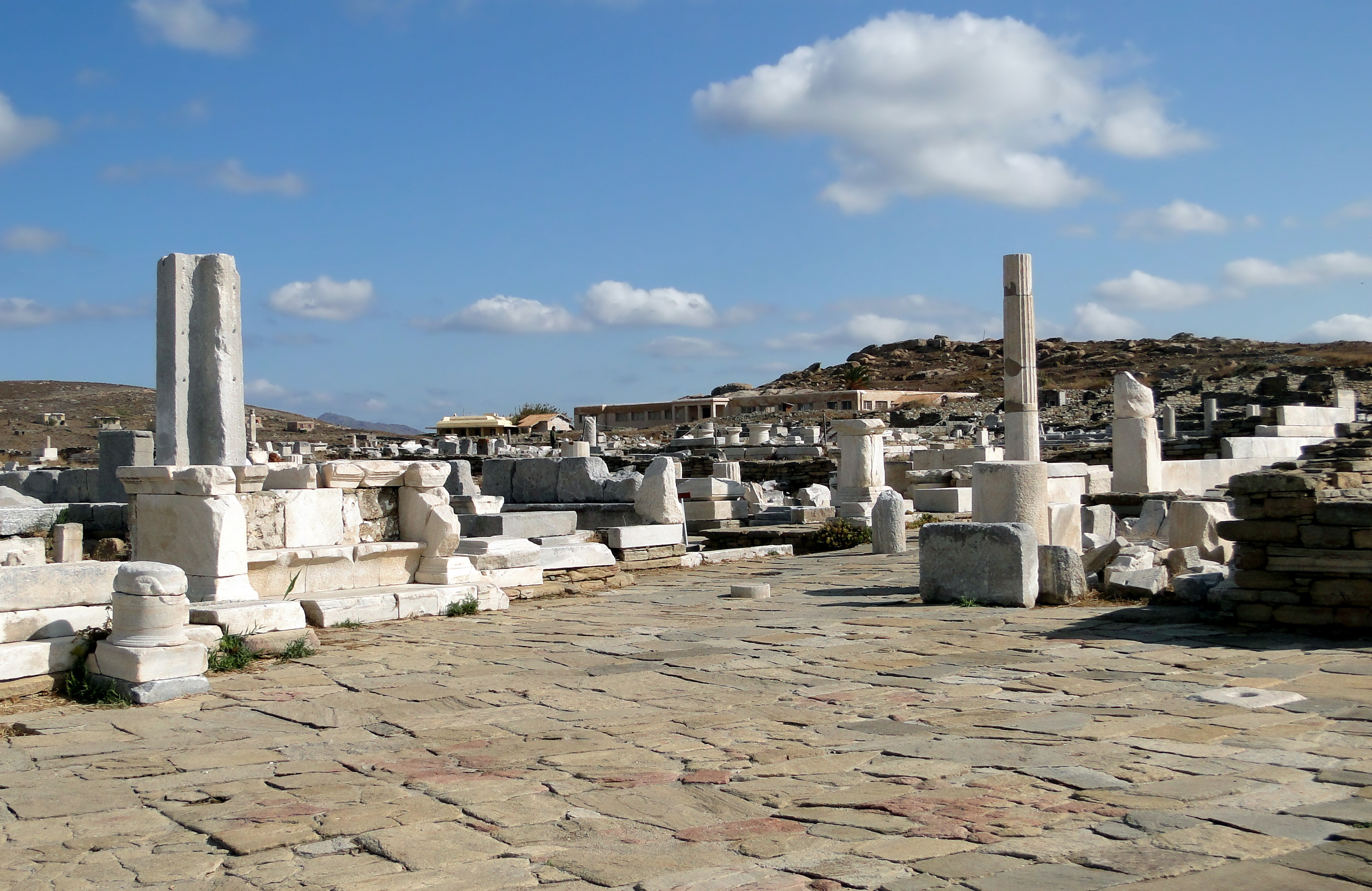
Vue de l'agora.